# 阿夫雷戈
阿夫雷戈是哥倫比亞的城鎮，位於該國東北部，由北桑坦德省負責管轄，距離奧卡尼亞30公里，始建於1810年3月12日，面積1,582平方公里，海拔高度1,398米，2005年人口32,142。

## 外部連結
- （西班牙文）Abrego official website （页面存档备份，存于）

8°00′N 73°12′W / 8.000°N 73.200°W